# Mörarpsmästaren

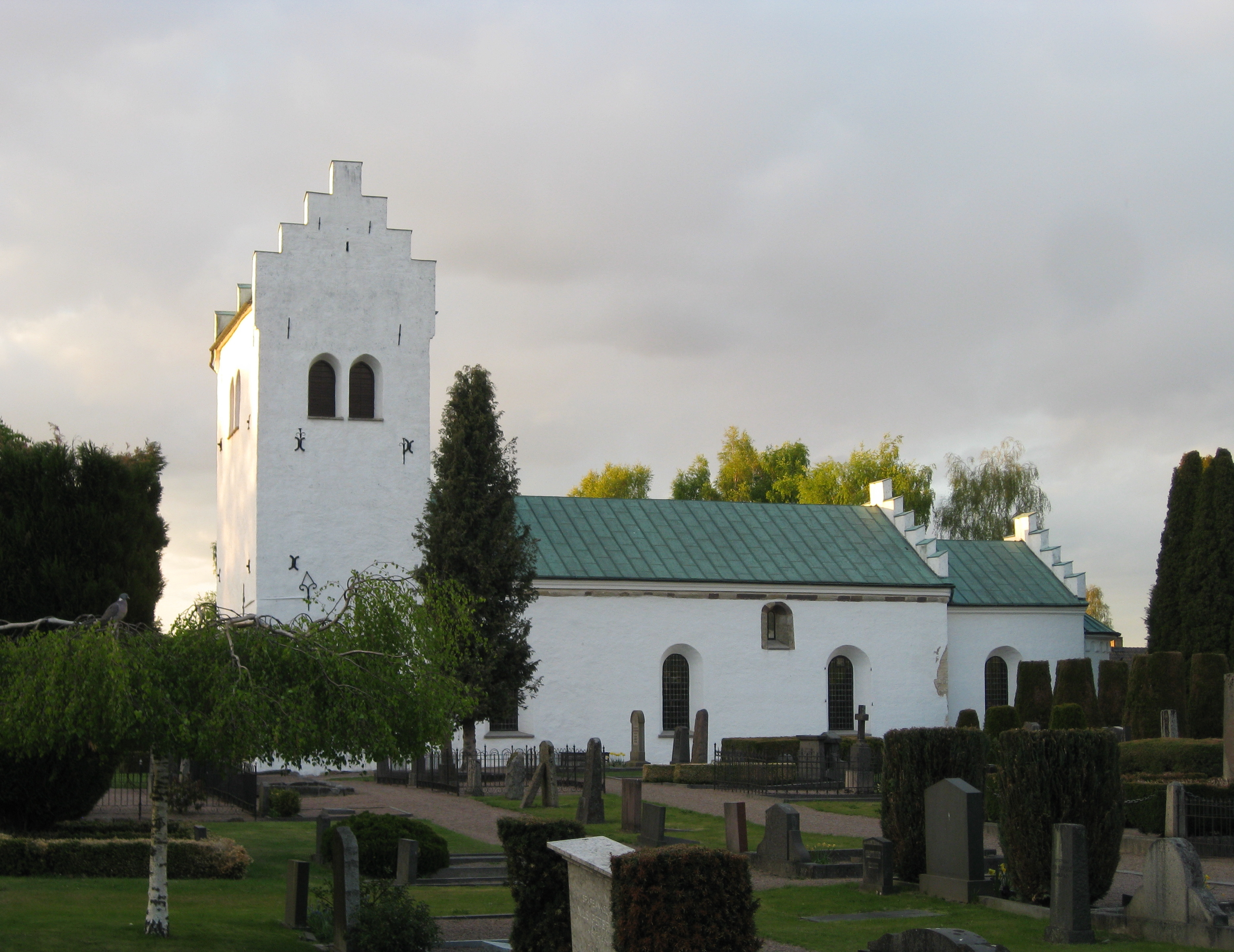
Mörarps kyrka som den ser ut idag.

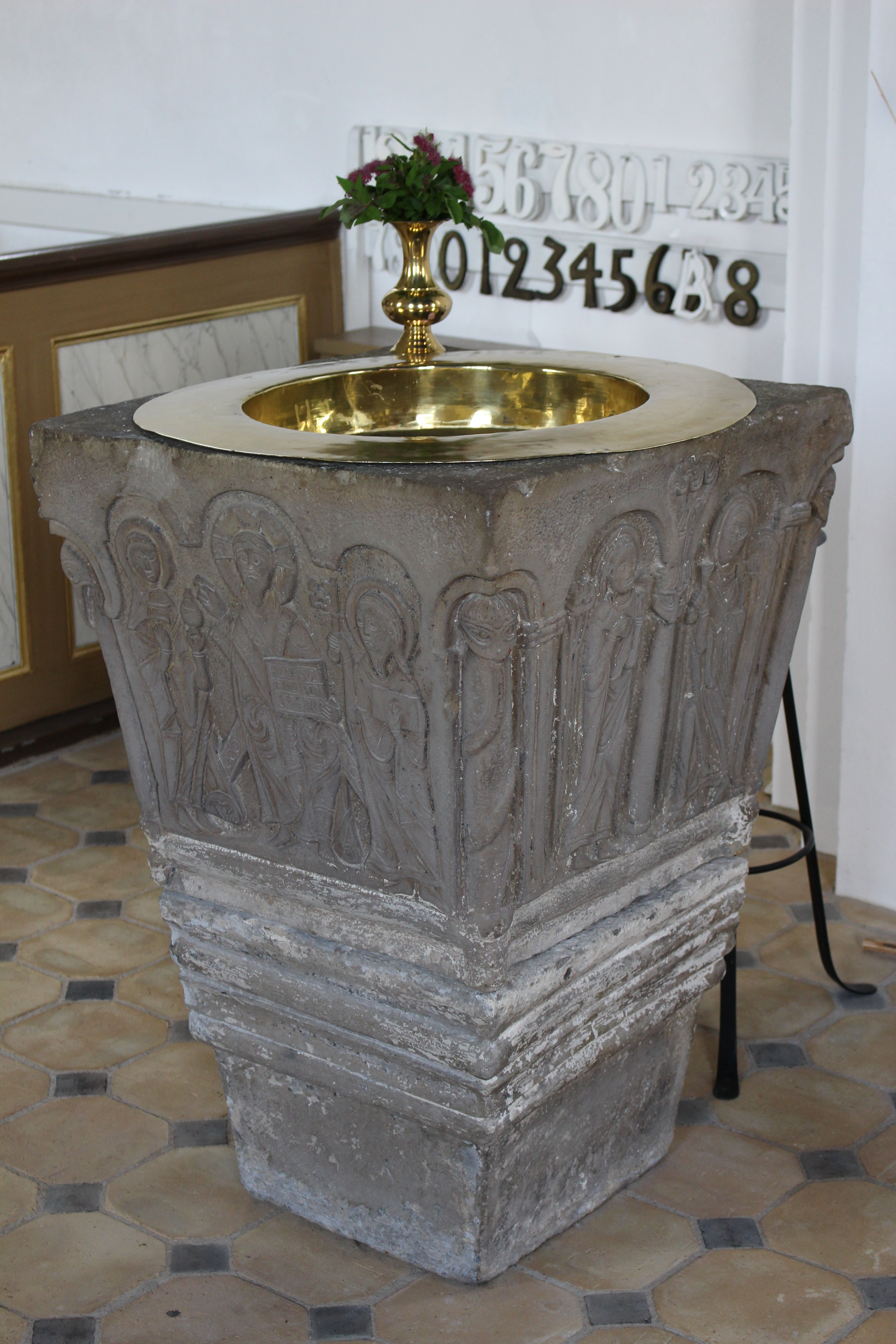
Dopfunt i Össjö kyrka, troligen skapad av Mörarpsmästaren.

Mörarpsmästaren var en anonym skånsk stenmästare som var verksam under andra hälften av 1100-talet. Han har fått sitt namn från Mörarps kyrka, som han antas vara byggherre till och vars dopfunt han antas ha tillverkat.